# Mohammed Bedjaoui
 (août 2024).
 (août 2024).
Il peut être nécessaire de l'améliorer pour respecter le principe de neutralité de point de vue. Veuillez consulter la page de discussion pour plus de détails.

Mohammed Bedjaoui (en arabe : محمد بجاوي), né le 21 septembre 1929 à Sidi-Bel-Abbès, est un juriste, haut fonctionnaire, diplomate et homme politique algérien. Il est également une figure importante du droit international public, ayant signé des ouvrages dans cette discipline et officié au sein de la Cour Internationale de justice en tant que juge et président.

## Biographie
Né dans une famille modeste en 1929, Mohammed Bejaoui a vu le jour à Sidi-Bel-Abbès, à l’Ouest du pays. Orphelin à quatre ans, il n’a pas eu la chance de connaître son père décédé en 1933. Il grandira dans la grande banlieue de Tlemcen après que son oncle maternel l'ait recueilli. Il rencontre son épouse, feue Leïla Francis, avec qui il se marie en 1962. L'oncle de son épouse, Ahmed Francis, n’est autre que l’ancien premier ministre des Finances de l'Algérie indépendante.
Il est le père de la réalisatrice de cinéma Amal Bedjaoui.
Avant de commencer sa carrière, il est connu comme l'un des requérants communistes exclus du concours d'accès à l'ENA (école nationale d'administration). Cette discrimination a été sanctionnée dans le célèbre arrêt Barel du Conseil d'État (28 mai 1954).
Durant la guerre d'Algérie, il est conseiller juridique du FLN et du Gouvernement provisoire de la République algérienne (GPRA). Il figure aussi parmi la délégation algérienne lors des négociations d’Evian.
Il est diplômé de l'Institut d'études politiques de Grenoble en 1952 et docteur en droit de l'université de Grenoble en 1956.
Il occupe le poste ministre de la Justice, de 1964 à 1971. En tant que ministre de la Justice, il s'est notamment manifesté pour avoir refusé la grâce de Desiré Drai, français de confession juive qui a été condamné à mort pour faux monnayage, et ce, alors qu'elle avait été accordée aux deux autres condamnés à mort dans la même affaire (Giovanni Corti, également français, et l'Algérien Ahmed Bouharid). Il a notamment dans cette affaire tenu personnellement à déclarer que "un tel verdict répond au vœu profond du peuple algérien et jette la lumière crue sur l'originalité de l'expérience algérienne de répression des infractions économiques portant atteinte grave aux intérêts de l'économie nationale". Outre le traitement différencié appliqué à M. Desire Drai par rapport aux deux autres condamnés, la sentence apparaissait d'autant plus dure qu'il ne s'agissait que d'une tentative (les personnes ayant été arrêtés avant toute diffusion des faux billet) mais surtout car il s'agissait d'un cas d'application rétroactive de la loi pénale, la peine de mort n'étant pas prévu en droit algérien pour l'émission et la diffusion de fausse monnaie à l'époque du délit .
Il préside le Conseil constitutionnel de 2002 à 2005, Mohammed Bejaoui a été président de la Cour internationale de justice en 1993 et président de la Commission de Surveillance de l’élection présidentielle du 15 avril 1999. Il est nommé Ministre des Affaires étrangères du 1er mai 2005 au 4 juin 2007. Il a demandé à être déchargé de ses fonctions pour des raisons personnelles et sa requête a été acceptée.
Après avoir quitté le gouvernement, il est désigné ambassadeur en France, auprès de l'Unesco et de l’ONU (1971-1979). Il fut nommé ambassadeur, représentant permanent de l’Algérie auprès des Nations unies à New York jusqu’à 1982. Durant cette période, outre celui d’être vice-président du Conseil des Nations unies pour la Namibie et président du Groupe de contact pour Chypre, Mohmamed Bejaoui a été coprésident de la Commission d’enquête des Nations unies en Iran pour la libération des diplomates américains retenus en otages à Téhéran (1980). Titulaire de plusieurs diplômes, M. Bejaoui a été juge à la Cour internationale de justice de La Haye pendant près de vingt ans (1982-2001), puis président de Chambre (1984-1986) et président de la Cour (1994-1997).
Bedjaoui est l’auteur d’une dizaine d’ouvrages qui font autorité en droit international[réf. nécessaire], dont La Révolution algérienne et le Droit, Traités de conventions de l’Algérie, Non-alignement et droit international, Terra nullius, droit historique et autodétermination et Pour un nouvel ordre économique international. Il a donné trois cours à l’Académie de droit international de La Haye, dont le cours général de droit public en 2006. Il a rédigé près de 300 articles portant sur les matières de droit international public, contribuant à améliorer le droit constitutionnel, le droit d’arbitrage commercial international et les sciences politiques.
En avril 2016, Mohammed Bedjaoui admet avoir introduit Pierre Falcone auprès des autorités algériennes pour appuyer un consortium répondant à l'appel d'offres pour la construction de l'autoroute Est-Ouest, consortium qui a remporté le marché. Ce comportement est dénoncé par Djilali Hadjadj, porte parole de l'Association algérienne de lutte contre la corruption qui y voit un abus de droit, l'intéressé étant alors président du Conseil constitutionnel. En septembre 2020, dans le cadre de la lutte contre la corruption engagée envers d'anciens ministres ou hauts fonctionnaires, son nom apparaît dans la liste de personnalités susceptibles d'être inquiétées.
En mars 2021, l'hebdomadaire Jeune Afrique indique que Mohammed Bedjaoui occupe jusqu'à une période récente, un poste de conseiller diplomatique à l'ambassade d'Algérie à Paris, touchant un salaire de 9 000 euros par mois sans exercer d'activité diplomatique,.

## Sources et références
1. ↑  « Biographie Mohammed Bedjaoui », sur bedjaoui.com via Internet Archive (consulté le 4 novembre 2023).
2. ↑  « Mohamed Bédjaoui se dit “atteint dans son honneur” par les accusations portées contre son neveu dans l’affaire Sonatrach », sur algerie360.com, 3 mars 2013 (consulté le 18 décembre 2024).
3. ↑  « Biographie Mohammed Bedjaoui », sur bedjaoui.com via Wikiwix (consulté le 4 novembre 2023).
4. 1 2  "Un faux-monnayeur français condamné à mort a été exécuté jeudi matin à Alger", Le Monde, 16 septembre 1966
5. ↑  "La condamnation à mort de cinq faux-monnayeurs a causé surprise et émotion dans divers milieux", Le Monde, 13 septembre 1966
6. ↑  « Accueil - Cour constitutionnelle », sur Cour constitutionnelle (consulté le 18 avril 2023).
7. ↑  « Site personnel de Mohammed Bedjaoui », sur bedjaoui.com via Wikiwix (consulté le 4 novembre 2023).
8. ↑  « France : nouvelles révélations dans l’affaire d’un ex-ministre algérien », sur tsa-algerie.com, 19 novembre 2024 (consulté le 18 décembre 2024).
9. ↑   Affaire de l’autoroute Est-Ouest : Quand un président de Conseil constitutionnel reconnaît qu’il a joué les…intermédiaires dans un marché public de plus de 11 milliards de dollars !!!
10. ↑  D’anciens ministres de Bouteflika rattrapés par des affaires de corruption, El Watan, 21 septembre 2020.
11. ↑  Elle bénéficiait d’un statut diplomatique aux côtés de Mohamed Bedjaoui, selon "Jeune Afrique" - L’ex- épouse d’Abdelaziz Bouteflika perd ses privilèges à Paris, site elwatan.com, 4 mars 2021
12. ↑  « Nouvelles révélations sur les privilèges de Mohamed Bedjaoui en France », sur algerie360.com, 7 mars 2021 (consulté le 18 décembre 2024).